# Ruben Jonas Schnell

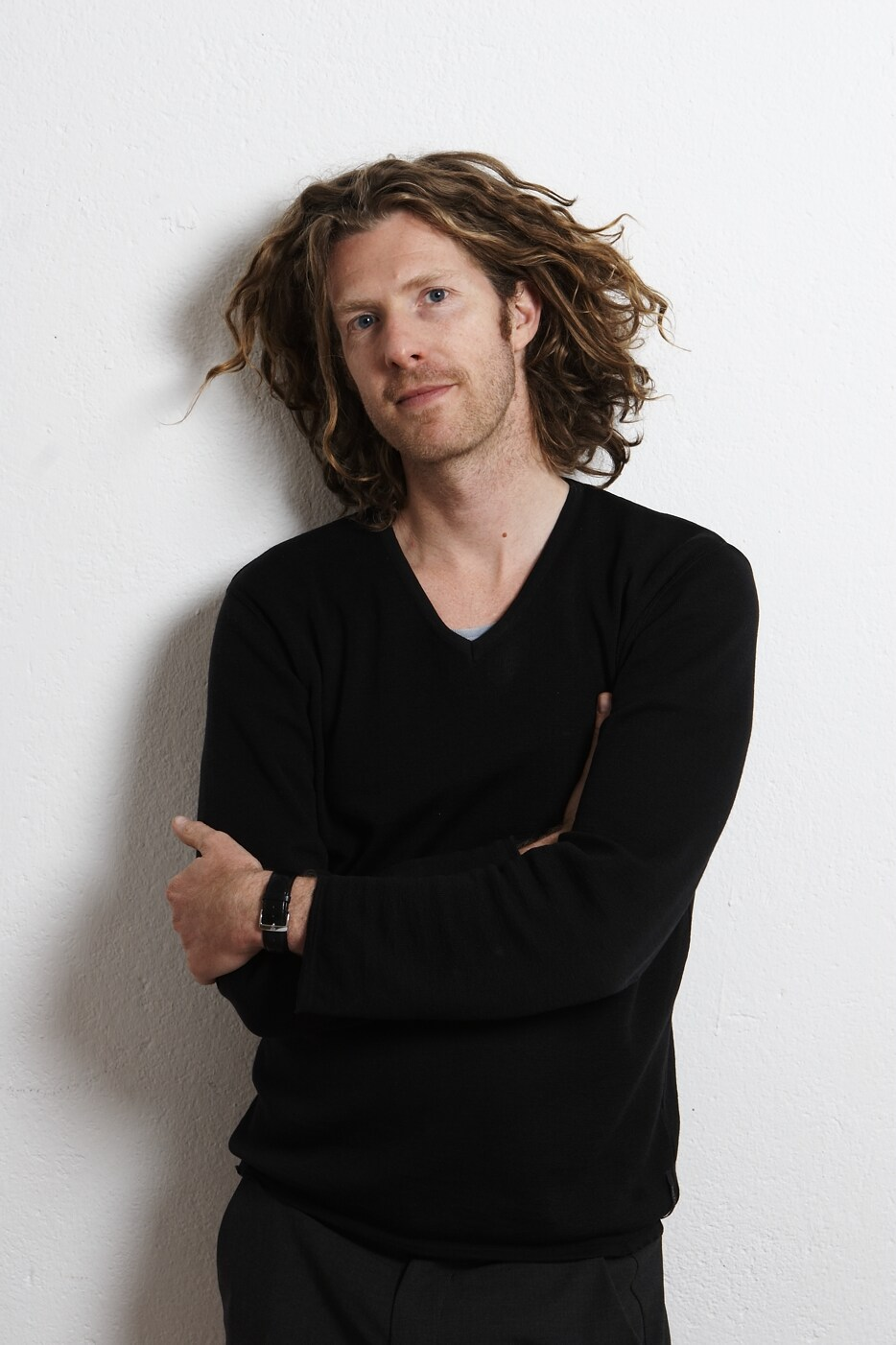
Ruben Jonas Schnell, 2007

Ruben Jonas Schnell (* 12. September 1968 in Hannover) ist ein deutscher Musikjournalist und Gründer des Internetradiosenders ByteFM.

## Leben
Ruben studierte nach dem Abitur 1987 am Kaiser-Wilhelm-Gymnasium in Hannover von 1990 bis 1992 Musikwissenschaften und Amerikanistik in Freiburg, von 1992 bis 1993 in den USA (Eugene, Oregon) und zuletzt in Hamburg.
Erste Erfahrungen als Musikredakteur sammelte er zu Beginn der 1990er Jahre in Freiburg beim nichtkommerziellen Sender Radio Dreyeckland. Anschließend wechselte er nach Hamburg und arbeitete für die ARD, wo er mit dem HR-Redakteur Klaus Walter (Der Ball ist rund) bei der hintergründigen Sendung „Schwarz-Weiß – Musik in Farbe“ tätig war. Die Sendung lief bis 2004 am frühen Abend auf hr1.
Seit Ende der 1990er Jahre moderierte Schnell die Musiksendung „Nachtclub“, die jede Nacht zum Sonnabend ab Mitternacht im Hörfunksender NDR Info ausgestrahlt wurde, außerdem das „Nachtclub Magazin“. Seit einer Programmreform im Januar 2021 lief seine Sendung bis zum 29. April 2021 zwei Mal die Woche auf NDR Blue. Schnells Rahmenvertrag wurde vom NDR im Zuge von Sparmaßnahmen nicht verlängert.
Im Jahr 2007 wurde er in die Jury des Preises der deutschen Schallplattenkritik aufgenommen.
2007 gründete Ruben Jonas Schnell das Internetradio ByteFM und wurde dessen Geschäftsführer. Der Sender nahm den Betrieb im Januar 2008 auf. An der GmbH hält er 90 Prozent der Anteile.